# Pégase Express
Pour les articles homonymes, voir Pégase (homonymie).
Pégase Express  est un parcours de montagnes russes en métal situé dans le parc à thèmes français parc Astérix à Plailly, dans l’Oise. Ces montagnes russes lancées sont développées par le constructeur allemand Gerstlauer. Son ouverture a lieu le 11 juin 2017.
Le nom de l'attraction fait référence au mythe de Pégase, le cheval blanc doté d'ailes dans la mythologie grecque.

## Description de l'attraction
Pégase Express est dévoilé pour la première fois au public en décembre 2015 lors d'un sondage sur le site Loisirs Lab', où les participants doivent alors donner leur avis sur divers projets d'attractions. Les premiers travaux des montagnes russes commencent en mars 2016 à proximité de l'attraction le Cheval de Troie. Le fournisseur est Gerstlauer, il est régulièrement engagé par la compagnie des Alpes depuis 2017, notamment pour les montagnes russes Pégase Express au parc Astérix, Tiki-Waka à Walibi Belgium, Mystic à Walibi Rhône-Alpes et Wakala à Bellewaerde.
L'embarquement se fait dans la gare Montparnassos, en référence à la gare Montparnasse de Paris. Cette gare haute de dix-sept mètres et large de vingt-quatre mètres, respecte, avec de nombreuses colonnes, les codes d’une architecture typiquement grecque. Devant celle-ci se tient une statue de Pégase, haute de cinq mètres. Après leur embarquement les visiteurs subissent une première accélération, le train s'engage ensuite sur la remontée mécanique de l'attraction de 21 mètres de haut, le point culminant de l'attraction, et amorce un parcours qui passe deux fois au-dessus de Romus et Rapidus, autre attraction du parc, puis pénètre dans un tunnel avant de traverser une affiche grande taille. Après l’ascension d'un second lift — de treize mètres — les visiteurs atteignent le temple antique de Méduse où ils sont ensuite projetés en arrière pour échapper à la pétrification de la maîtresse des lieux, celle-ci étant dérangée par leur présence. Enfin, le train s'engage sur le dernier tiers du parcours en marche arrière, repasse deux dernières fois par-dessus Romus et Rapidus et rejoint la gare en marche avant après avoir effectué un nouveau retournement,,.
Jusqu'à quatre trains de vingt places — constitués de dix voitures de deux places — peuvent circuler sur le parcours. Les départs des trains sont espacés d'au moins 60 secondes, l'attraction a donc une capacité maximale de 1 200 passagers par heure.
L'ancien jingle de la SNCF peut être entendu dans la file d'attente, quelques mètres avant l'embarquement dans l'attraction.[réf. nécessaire]